# 照屋寛之
照屋 寛之（てるや ひろゆき、1952年 - ）は、沖縄県出身の政治学者、専攻は行政学、政治学。沖縄国際大学名誉教授。
政治家、弁護士の照屋寛徳は親戚。

## 来歴
具志川市（現うるま市）宇前原に生まれる。高江洲小学校、高江洲中学校、前原高校、琉球大学を卒業後、日本大学大学院法学研究科博士後期課程（単位取得退学）。
1999年沖縄国際大学専任講師、助教授を経て2006年教授となり、沖縄国際大学沖縄法政研究所所長、副学長、図書館長を歴任。2021年2月退職。
2021年4月うるま市長選挙に出馬。無所属新人で前市議の中村正人に敗れる。

## 著書

### 共著編
- 『現代政治のアプローチ』藤原孝, 奥村大作, 秋山和宏, 杉本稔 共著 北樹出版 1996
- 『発言力―政治家は言葉を磨け?!』秋山和宏,石川晃司 共著 サンワコーポレーション 2000
- 『危機の時代と「知」の挑戦(上)』高良鉄美, 村上雄一 , 畑仲哲雄, 村井良太, 尹永洙 , 村上綱実 , 土屋耕平, 萩野寛雄, 中野晃一 編著  論創社　2018